# Сфагнум Русова
Сфагнум Русова (Sphagnum russowii) — вид мохів порядку торфовикальних (Sphagnales).

## Поширення
Батьківщиною є Європа, Північна Америка, Азія.
Цей вид зазвичай зростає на вологому кислому гумусованому ґрунті чи торфі в болотах, на околицях боліт і на відкритих ділянках від бідних до багатих. Він також трапляється в бореальних лісах і вологих лісах. Він легко колонізує нові придатні вторинні екосистеми. Росте на висотах 100–2600 метрів.

## Характеристика
Рослини з головками у формі зірки мають колір від блідо-зеленого до жовто-коричневого до рожевого та фіолетово-червоного. При висиханні металевий блиск відсутній. Стебла забарвлені в червоно-зелений колір. Переважно прямокутні клітини епідермісу стебла містять одну округлу або яйцювату дистально розташовану пору; деякі клітини й навіть цілі стебла іноді без пор. Язикоподібне стеблове листя довжиною від 1,3 до 1,6 міліметра має широкоокруглий або загострений кінчик листя, зазубрений по краю, іноді зубчастий. Довгі та тонкі гілки, які прикріплюються пучково до стовбура, мають дві виступаючі та одну або дві повислі гілки. Яйцювато-ланцетні листки гілок завдовжки 1,3—1,6 мм прямі, увігнуті в поперечному розрізі; кінчик листка сильно загорнутий вгору. Вид дводомний; однак деякі екземпляри виявляються однодомними. Спорофіти розвинені нечасто. Спорові коробочки дозрівають з кінця весни до початку літа. Спори мають розмір від 18 до 33 мікрометрів і мають грубі нарости на обох поверхнях.